# Noitada
Noitada è il quinto album in studio del cantante e drag queen brasiliano Pabllo Vittar, pubblicato nel 2023.

## Tracce
1. Noitada Intro – 0:39
2. A Meia Noite (with Gloria Groove) – 2:45
3. Descontrolada (with MC Carol) – 2:42
4. Calma Amiga Interlude (with Anitta and DJ Ramemes) – 1:09
5. Balinha de Coração (with Anitta) – 2:16
6. Cadeado – 2:48
7. Derretida – 2:21
8. Penetra (with O Kannalha) – 2:09
9. Apetitosa (with MC Tchelinho e DJ Tonias) – 1:57
10. Culpa do Cupido – 1:42
11. After – 1:22